# ویکتور آسمائف
ویکتور آسمائف (روسی: Виктор Карпович Асмаев؛ ۱۶ نوامبر ۱۹۴۷ – ۱۲ اکتبر ۲۰۰۲) سوارکار اهل روسیه بود.
وی در مسابقات کشوری و بین‌المللی در مجموع برندهٔ ۱ مدال طلا شده‌است.